# Cadillac XT5
O Cadillac XT5 é um veículo utilitário esportivo de porte médio-grande da Cadillac produzido a partir de 2016, substituindo o Cadillac SRX. Atualmente é o modelo mais vendido da Cadillac.